# Tail-sitter

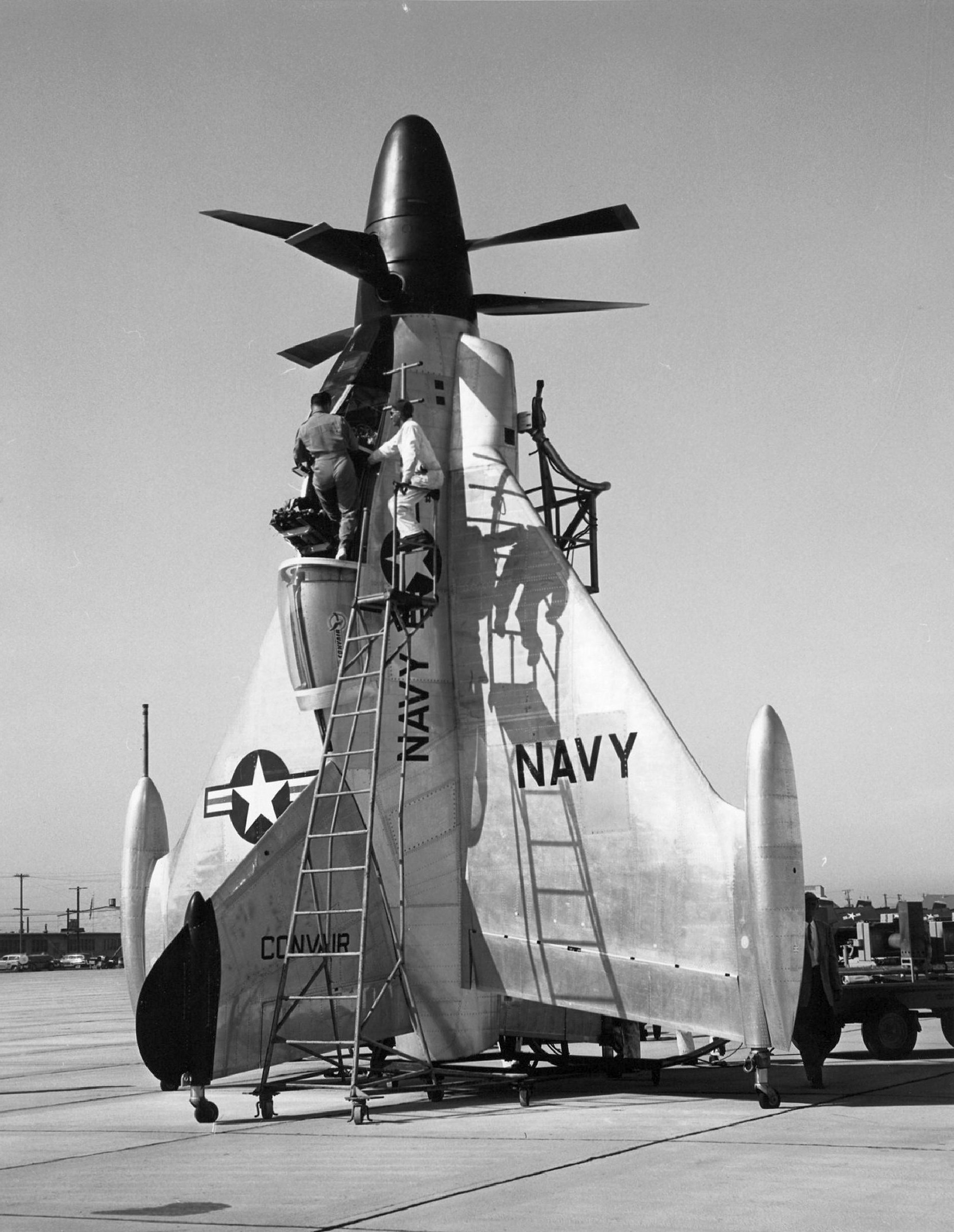
Le Convair « Pogo » est l'un des plus célèbres tail-sitters à avoir existé.

Un tail-sitter, ou tailsitter, est un type d'aéronef à décollage et atterrissage verticaux qui décolle et atterrit verticalement sur son empennage, puis bascule à l'horizontale pour le vol de croisière.
Il n'existe pas de terme français officiel pour décrire ce type d'avion, mais « tail-sitter » serait traduit littéralement par « qui se pose sur la queue », la queue faisant référence à l'empennage arrière de l'avion, contenant les gouvernes de profondeur et de lacet.

## Histoire

### Différents prototypes
Le concept d'un avion reposant sur son empennage fut inclus dans un brevet déposé par Nikola Tesla en 1928.
Le chasseur Focke-Wulf Triebflügel était un projet de tail-sitter allemand de la Seconde Guerre mondiale. Trois ailes étaient installées comme un rotor sur une section rotative de fuselage et entraînées par de petits moteurs à réaction installés aux extrémités. L'avion devait être propulsé par la rotation de ces trois ailes, agissant comme une hélice de grandes dimensions. Pour le décollage et l'atterrissage, il aurait volé comme un hélicoptère, puis aurait basculé en position horizontale pour le vol normal, ses ailes particulières permettant alors de créer à la fois de la poussée et de la portance. Le projet Lerche contemporain disposait lui d'une aile annulaire formant un carénage autour de deux hélices classiques, et lors de la transition du vol vertical au vol horizontal, la portance aurait été transférée de l'hélice à l'aile annulaire.
Après la Seconde Guerre mondiale, la France développa elle-aussi un concept à aile annulaire, mais propulsé par un turboréacteur : le Coléoptère. Il parvint à voler verticalement et horizontalement, mais ne put jamais effectuer de transition entre les deux modes de vol.
Pendant ce temps, aux États-Unis furent menées des expérimentations avec des concepts à hélices contrarotatives et dotés d'ailes relativement conventionnelles. Le Convair XFY « Pogo » était doté d'une aile delta et d'un empennage cruciforme, tandis que le Lockheed XFV « Salmon » était doté d'ailes droites et d'une dérive en X. Le Pogo démontra avec succès sa capacité à effectuer la transition entre les deux modes de vol, mais le Salmon n'y parvint jamais. Plus tard, un concept à réaction, le Ryan X-13 Vertijet effectua son premier vol, en 1955. Deux prototypes de cet avion furent construits, parvenant tous deux à voler, à effectuer des transitions depuis et vers le vol horizontal, puis atterrir verticalement. Leur dernier vol d'essai fut effectué près de Washington, DC, en 1957.
Des études et des essais en soufflerie furent effectuées pour la conception d'une version tail-sitter du F-16 qui serait lancée depuis les navires, mais son développement fut arrêté en raison de la poussée très importante nécessaire, ainsi que la nécessité d'installer un équipement conséquent pour pouvoir assurer une utilisation ADAV de cet avion.

### Une solution peu pratique
Un problème inhérent à ce type d'aéronef était la très mauvaise visibilité pour le pilote, en particulier lors des manœuvres en vol vertical. Le moment le plus périlleux du vol était indubitablement l'atterrissage en vol vertical, le pilote devant poser l'avion avec précision à reculons, tout en étant dos tourné par rapport au sol. De plus, la position du siège et du poste de pilotage était plus qu'inconfortable pendant cette phase du vol. De plus, ces avions étaient d'un pilotage délicat, et très difficiles à faire transiter entre les deux modes de vol. De nombreux appareils ont été détruits dans des accidents. Enfin, leur principe même de fonctionnement limitait leur capacité en armement et en carburant, ce qui ne les rendait que peu compatibles avec un rôle de chasseur.
Devant une telle somme d'inconvénients, tous les pays ayant tenté de développer ce concept l'abandonnèrent en faveur d'avions ADAV plus pratiques, faisant appel à la vectorisation de la poussée, tels les Harriers ou Yak-38. Ces avions offraient également un style de pilotage plus proche de celui des avions classiques.
Un drone ne souffre cependant pas des problèmes qui peuvent affecter un pilote. Le Dornier Aerodyne, conçu en Allemagne, était un petit appareil à hélice carénée de type « coléoptère ». Un exemplaire de tests effectua un vol stationnaire avec succès en 1972, mais son développement fut par la suite abandonné.

## Liste d'avionstail-sitters
| Type                                          | Pays           | Date | Rôle           | Statut    | Description |
| --------------------------------------------- | -------------- | ---- | -------------- | --------- | --- |
| AeroVironment SkyTote (en)                    | États-Unis     |      | Drone          | Prototype | Aucune évolution depuis 2010. |
| CDADI V/STOL UAV                              | Chine          | 2014 | Drone          | Projet    | |
| Convair XFY                                   | États-Unis     | 1954 | chasseur       | Prototype | Surnommé Pogo. Après de longs essais sous élingues dans un hangar, l'expérimenté pilote Skeets Coleman parvient à enchaîner les vols avec transition, qui sont plus une acrobatie qu'une procédure pratique de routine. |
| Dornier Aerodyne                              | Allemagne      | 1972 | Drone          | Prototype | |
| Focke-Wulf Triebflügel                        | Reich allemand | 1944 | Intercepteur   | Projet    | Ailes rotatives autour du milieu du fuselage. Transition en vol jamais effectuée. |
| Heinkel Lerche                                | Reich allemand | 1944 | Chasseur       | Projet    | Double hélice contrarotative carénée au milieu du fuselage. S'il avait volé, cet appareil aurait eu une vitesse ascensionnelle exceptionnelle.                                                                          |
| Heinkel Wespe                                 | Reich allemand | 1945 | Chasseur       | Projet    | Hélice carénée au milieu du fuselage. Resté à l'état de projet. |
| Lockheed XFV                                  | États-Unis     | 1954 | Chasseur       | Prototype | Moteur trop faible, aucun décollage réussi. Abandonné en 1956. |
| NASA Puffin (en)                              | États-Unis     | 2010 | Appareil privé | Projet    | Aéronef privé furtif à propulsion par moteurs électriques. Projet en cours de réalisation par la NASA. |
| Rotary Rocket                                 | États-Unis     | 1999 | Expérimental   | Prototype | Véhicule d'expérimentations à rotors pour un projet de lanceur orbital monoétage (SSTO) de plus grandes dimensions. La société a fait faillite en 2001.                                                                 |
| Ryan X-13 Vertijet                            | États-Unis     | 1955 | Expérimental   | Prototype | Développement dans les années 1950. Probablement le tail-sitter ayant effectué le plus de vols réussis. Il n'a jamais subi de crash.                                                                                    |
| Snecma C-450 Coléoptère                       | France         | 1959 | Expérimental   | Prototype | N'a jamais pu effectuer une transition. Développement arrêté après un crash violent, qui faillit coûter la vie à son pilote.                                                                                            |
| Tactically Exploited Reconnaissance Node (en) | États-Unis     | 2014 | Drone          | Projet    | |